# Trichogrammatoidea robusta
Trichogrammatoidea robusta är en stekelart som beskrevs av Nagaraja 1979. Trichogrammatoidea robusta ingår i släktet Trichogrammatoidea och familjen hårstrimsteklar. Inga underarter finns listade i Catalogue of Life.